# Caprioli (Pisciotta)
Caprioli is een plaats (frazione) in de Italiaanse gemeente Pisciotta.